# Cataetyx hawaiiensis
Cataetyx hawaiiensis är en fiskart som beskrevs av Gosline, 1954. Cataetyx hawaiiensis ingår i släktet Cataetyx och familjen Bythitidae. Inga underarter finns listade i Catalogue of Life.